# Aedes tongae
Aedes tongae är en tvåvingeart som beskrevs av Edwards 1962. Aedes tongae ingår i släktet Aedes och familjen stickmyggor. Inga underarter finns listade i Catalogue of Life.